# Памятник первокласснику
Памятник первокласснику — бронзовый монумент, который располагается во дворе гимназии № 36 по улице Горького, 115 в Ленинском районе Ростова-на-Дону. Открыт 1 сентября 2011 года в День знаний.

## История
Инициатива создания монумента принадлежит главе Ленинского района Ростова-на-Дону Сергею Сухариеву. В своём интервью он отметил, что на начальных этапах разработки проекта ему хотелось, чтобы итоговая скульптура чем-то напоминала персонажа Малыша из истории про «Малыша и Карлсона, который живёт на крыше».
Городские власти решили провести конкурс среди учеников 7—9 классов на создание лучшего эскиза памятника. Всего были представлены десятки эскизов.
Победителем конкурса стала Анна Николаева — ученица 9 «В» класса гимназии № 36. Деньги на создание памятника предоставили спонсоры, а скульптором был выбран Дмитрий Лындин.
Он создавал скульптуру по карандашному эскизу ученицы. На создание памятника ушло около полугода, его отливали в одной из мастерских Ростова-на-Дону.

## Описание
Памятник изготовлен из бронзы, его высота составляет около 2 метров, вес — полтонны. Монумент изображает смеющегося мальчика-первоклассника, одетого в школьную форму. Он сидит на глобусе, а в руках держит книгу. По словам скульптора, этот монумент сочетает в себе черты настоящего первоклассника, который одинаково увлечённо умеет учиться и веселиться.